# Giedrius Matulevičius
Giedrius Matulevičius (Marijampolė, 5 marzo 1997) è un calciatore lituano, centrocampista dello Žalgiris.

## Caratteristiche tecniche
È un centrocampista centrale, bravo nell'impostazione del gioco e dotato una buona stazza fisica; può giocare anche da difensore centrale ed è stato paragonato a Xabi Alonso.

## Carriera

### Nazionale
Ha giocato nelle nazionali giovanili lituane Under-17, Under-18, Under-19 ed Under-21.
Nel 2018 ha esordito nella nazionale maggiore lituana.

## Statistiche

### Presenze e reti nei club
Statistiche aggiornate al 15 luglio 2019.
| Stagione        | Squadra         | Campionato      | Campionato | Campionato | Coppe nazionali | Coppe nazionali | Coppe nazionali | Coppe continentali | Coppe continentali | Coppe continentali | Altre coppe | Altre coppe | Altre coppe | Totale | Totale | Totale |
| Stagione        | Squadra         | Comp            | Pres       | Reti       | Comp            | Pres            | Reti            | Comp               | Pres               | Reti               | Comp        | Pres        | Reti        | Pres   | Reti   |        |
| --------------- | --------------- | --------------- | ---------- | ---------- | --------------- | --------------- | --------------- | ------------------ | ------------------ | ------------------ | ----------- | ----------- | ----------- | ------ | ------ | ------ |
| 2013            | Sūduva          | A               | 2          | 0          | CL              | -               | -               | -                  | -                  | -                  | -           | -           | -           | 2      | 0      |        |
| 2017            | Sūduva          | A               | 20         | 2          | CL              | 3               | 2               | UEL                | 7                  | 0                  | -           | -           | -           | 30     | 4      |        |
| 2018            | Sūduva          | A               | 23         | 3          | CL              | 2               | 1               | UCL+UEL            | 4+1                | 0                  | SL          | 0           | 0           | 30     | 4      |        |
| 2019            | Sūduva          | A               | 14         | 0          | CL              | 1               | 0               | UCL                | 1                  | 0                  | SL          | 1           | 0           | 17     | 0      |        |
| Totale Suduva   | Totale Suduva   | Totale Suduva   | 59         | 5          |                 | 6               | 3               |                    | 13                 | 0                  |             | 1           | 0           | 79     | 8      |        |
| Totale carriera | Totale carriera | Totale carriera | 59         | 5          |                 | 6               | 3               |                    | 13                 | 0                  |             | 1           | 0           | 79     | 8      |        |

### Cronologia presenze e reti in nazionale
| Cronologia completa delle presenze e delle reti in nazionale ― Lituania | Cronologia completa delle presenze e delle reti in nazionale ― Lituania | Cronologia completa delle presenze e delle reti in nazionale ― Lituania | Cronologia completa delle presenze e delle reti in nazionale ― Lituania | Cronologia completa delle presenze e delle reti in nazionale ― Lituania | Cronologia completa delle presenze e delle reti in nazionale ― Lituania | Cronologia completa delle presenze e delle reti in nazionale ― Lituania | Cronologia completa delle presenze e delle reti in nazionale ― Lituania |
| Data                                                                    | Città                                                                   | In casa                                                                 | Risultato                                                               | Ospiti                                                                  | Competizione                                                            | Reti                                                                    | Note                                                                    |
| ----------------------------------------------------------------------- | ----------------------------------------------------------------------- | ----------------------------------------------------------------------- | ----------------------------------------------------------------------- | ----------------------------------------------------------------------- | ----------------------------------------------------------------------- | ----------------------------------------------------------------------- | ----------------------------------------------------------------------- |
| 20-11-2018                                                              | Belgrado                                                                | Serbia                                                                  | 4 – 1                                                                   | Lituania                                                                | UEFA Nations League 2018-2019 - 1º turno                                | -                                                                       | 69’                                                                     |
| 7-9-2019                                                                | Vilnius                                                                 | Lituania                                                                | 0 – 3                                                                   | Ucraina                                                                 | Qual. Euro 2020                                                         | -                                                                       | 63’                                                                     |
| 17-11-2019                                                              | Vilnius                                                                 | Lituania                                                                | 1 – 0                                                                   | Nuova Zelanda                                                           | Amichevole                                                              | -                                                                       | 75’                                                                     |
| 8-6-2024                                                                | Liepāja                                                                 | Lettonia                                                                | 0 – 2                                                                   | Lituania                                                                | Coppa del Baltico 2024                                                  | -                                                                       | 67’                                                                     |
| 11-6-2024                                                               | Kaunas                                                                  | Lituania                                                                | 1 – 1 (3 – 4 dtr)                                                       | Estonia                                                                 | Coppa del Baltico 2024                                                  | 1                                                                       | 71’                                                                     |
| 6-9-2024                                                                | Marijampolė                                                             | Lituania                                                                | 0 – 1                                                                   | Cipro                                                                   | UEFA Nations League 2024-2025 - 1º turno                                | -                                                                       | Cap. 61’                                                                |
| 9-9-2024                                                                | Bucarest                                                                | Romania                                                                 | 3 – 1                                                                   | Lituania                                                                | UEFA Nations League 2024-2025 - 1º turno                                | -                                                                       | 8’ 65’                                                                  |
| 12-10-2024                                                              | Kaunas                                                                  | Lituania                                                                | 1 – 2                                                                   | Kosovo                                                                  | UEFA Nations League 2024-2025 - 1º turno                                | -                                                                       | 77’                                                                     |
| 15-10-2024                                                              | Kaunas                                                                  | Lituania                                                                | 1 – 2                                                                   | Romania                                                                 | UEFA Nations League 2024-2025 - 1º turno                                | -                                                                       | 80’                                                                     |
| 15-11-2024                                                              | Larnaca                                                                 | Cipro                                                                   | 2 – 1                                                                   | Lituania                                                                | UEFA Nations League 2024-2025 - 1º turno                                | -                                                                       | 60’                                                                     |
| 21-3-2025                                                               | Varsavia                                                                | Polonia                                                                 | 1 – 0                                                                   | Lituania                                                                | Qual. Mondiali 2026                                                     | -                                                                       | 61’                                                                     |
| 24-3-2025                                                               | Kaunas                                                                  | Lituania                                                                | 2 – 2                                                                   | Finlandia                                                               | Qual. Mondiali 2026                                                     | -                                                                       | 65’                                                                     |
| Totale                                                                  |                                                                         | Presenze                                                                | 12                                                                      |                                                                         | Reti                                                                    | 1                                                                       |                                                                         |

| Cronologia completa delle presenze e delle reti in nazionale ― Lituania under 21 | Cronologia completa delle presenze e delle reti in nazionale ― Lituania under 21 | Cronologia completa delle presenze e delle reti in nazionale ― Lituania under 21 | Cronologia completa delle presenze e delle reti in nazionale ― Lituania under 21 | Cronologia completa delle presenze e delle reti in nazionale ― Lituania under 21 | Cronologia completa delle presenze e delle reti in nazionale ― Lituania under 21 | Cronologia completa delle presenze e delle reti in nazionale ― Lituania under 21 | Cronologia completa delle presenze e delle reti in nazionale ― Lituania under 21 |
| Data                                                                             | Città                                                                            | In casa                                                                          | Risultato                                                                        | Ospiti                                                                           | Competizione                                                                     | Reti                                                                             | Note                                                                             |
| -------------------------------------------------------------------------------- | -------------------------------------------------------------------------------- | -------------------------------------------------------------------------------- | -------------------------------------------------------------------------------- | -------------------------------------------------------------------------------- | -------------------------------------------------------------------------------- | -------------------------------------------------------------------------------- | -------------------------------------------------------------------------------- |
| 25-3-2017                                                                        | Vilnius                                                                          | Lituania under 21                                                                | 1 – 2                                                                            | Bielorussia under 21                                                             | Amichevole                                                                       | -                                                                                | 66’                                                                              |
| 28-3-2017                                                                        | Vilnius                                                                          | Lituania under 21                                                                | 3 – 0                                                                            | Lettonia under 21                                                                | Amichevole                                                                       | -                                                                                |                                                                                  |
| 8-6-2017                                                                         | Telšiai                                                                          | Lituania under 21                                                                | 3 – 0                                                                            | Fær Øer under 21                                                                 | Qual. Europeo Under-21 2019                                                      | -                                                                                |                                                                                  |
| 5-9-2017                                                                         | Aalborg                                                                          | Danimarca under 21                                                               | 6 – 0                                                                            | Lituania under 21                                                                | Qual. Europeo Under-21 2019                                                      | -                                                                                |                                                                                  |
| 10-11-2017                                                                       | Minsk                                                                            | Bielorussia under 21                                                             | 0 – 0                                                                            | Lituania under 21                                                                | Amichevole                                                                       | -                                                                                |                                                                                  |
| 14-11-2017                                                                       | Tbilisi                                                                          | Georgia under 21                                                                 | 1 – 0                                                                            | Lituania under 21                                                                | Qual. Europeo Under-21 2019                                                      | -                                                                                |                                                                                  |
| 27-3-2018                                                                        | Lublino                                                                          | Polonia under 21                                                                 | 1 – 0                                                                            | Lituania under 21                                                                | Qual. Europeo Under-21 2019                                                      | -                                                                                |                                                                                  |
| 7-9-2018                                                                         | Gargždai                                                                         | Lituania under 21                                                                | 0 – 0                                                                            | Georgia under 21                                                                 | Qual. Europeo Under-21 2019                                                      | -                                                                                |                                                                                  |
| 11-9-2018                                                                        | Gargždai                                                                         | Lituania under 21                                                                | 0 – 2                                                                            | Danimarca under 21                                                               | Qual. Europeo Under-21 2019                                                      | -                                                                                |                                                                                  |
| 12-10-2018                                                                       | Tórshavn                                                                         | Fær Øer under 21                                                                 | 2 – 2                                                                            | Lituania under 21                                                                | Qual. Europeo Under-21 2019                                                      | -                                                                                | cap.                                                                             |
| 16-10-2018                                                                       | Valkeakoski                                                                      | Finlandia under 21                                                               | 0 – 2                                                                            | Lituania under 21                                                                | Qual. Europeo Under-21 2019                                                      | 1                                                                                |                                                                                  |
| Totale                                                                           |                                                                                  | Presenze                                                                         | 11                                                                               |                                                                                  | Reti                                                                             | 1                                                                                |                                                                                  |

## Palmarès

### Club

#### Competizioni nazionali
- Campionato lituano: 3

Sūduva: 2017, 2018, 2019
- Coppa di Lituania: 1

Sūduva: 2019
- Supercoppa di Lituania: 3

Sūduva: 2018, 2019, 2022